# Universidad Estatal de California en Fullerton
La Universidad Estatal de California en Fullerton (en inglés: California State University, Fullerton, CSUF) o Cal State Fullerton, es una universidad pública localizada en Fullerton (California). Con un total de 38,325 estudiantes inscritos, es uno de los más grandes campus de los 23 que componen el sistema de la Universidad Estatal de California. La Universidad Estatal de Fullerton es una de las universidades más grandes del Estado de California, posicionándose como la segunda universidad más grande después de la Universidad de California en Los Ángeles UCLA). Con 5,349 estudiantes, esta universidad tiene el cuerpo estudiantil de graduados más grande en el sistema de universidades estatales de California CSU y también en el resto de los estados. La universidad CSUF ofrece más de 240 carreras incluyendo 120 diferentes títulos a nivel licenciatura, 118 diferentes tipos de maestrías, 3 diferentes doctorados, los cuales incluyen un Doctorado en Enfermería y dos doctorados en Educación. Además la universidad ofrece 19 títulos para la enseñanza.
CSUF está conformada por miembros de la comunidad hispana y también de la comunidad asiática.(AANAPISIs). En la universidad se puede estudiar carreras en las áreas de arte, entrenamiento atlético, negocios, química, comunicación, desórdenes comunicativos, ciencias de la computación, danza, ingeniería, música, enfermería, administración pública, salud pública, servicio social y teatro. Los gastos relacionados con la universidad CSUF generan un impacto de $1 billón de dólares al estado de California y a la economía local, además se generan 9,000 empleos. statewide.
Los equipos de atletismo de la universidad compiten en la División I de la Asociación Nacional de Atletismo Universitario NCAA y son conocidos como "Titanes de CSUF".

## Historia

### Fundada
En 1957, la universidad CSUF, fue reconocida como la duodécima universidad en California, la cual fue autorizada por el estado legislativo como una institución capaz de entregar títulos universitarios. Durante los siguientes años, se dijo que la universidad sería fundada en el noreste de la ciudad de Fullerton. La propiedad fue comprada en 1959 y en este mismo año Dr. William B. Langsdorf fue reconocido como acreedor y director de la universidad.
El primer nombre que se le otorgó a la universidad era Colegio estatal del Condado de la naranja Orange County State College. En las aulas sólo contaban con 452 estudiantes en septiembre de 1959. El nombre de la institución fue cambiado a  Colegio Estatal de la Naranja o en inglés Orange State College en julio de 1962. En 1964, el nombre de la escuela fue nuevamente cambiado a la Colegio Estatal de California o en inglés California State College at Fullerton. En junio de 1972, el nombre final de la escuela es como se le conoce hoy en día Universidad Estatal de California, Fullerton o en inglés  California State University, Fullerton.

### A partir del año 2000: Crecimiento Modernizador
La universidad creció rápidamente en la década del dos mil. El Centro de las Artes e interpretación fue construido en enero de 2006 y en el verano del 2008 se construyó el Steven G. Mihaylo Hall y el nuevo Centro recreativo para los estudiantes. En el semestre de agosto-enero de 2008, el Performing Arts Center fue renombrado Joseph A.W. Clayes III Performing Arts Center, en honor al donativo que Joseph A.W. dio a la universidad. Desde 1963, el plan de estudios de la universidad se ha expandido, conformado por diferentes carreras universitarias, incluyendo diferentes programas de maestría y doctorado, además de diferentes tipos de programas de certificación.

### Mascota
Como mascota de la universidad se eligió a un Elefante llamado dubbed Tuffy the Titan. Se eligió al elefante desde 1960 cuando el campus organizó la Primera carrera intercolegial de elefantes en la historia del ser humano o en inglés   "The First Intercollegiate Elephant Race in Human History." El 11 de mayo se atrajo a 10,000 espectadores, un telegrama de parte del presidente Richard M. Nixon, y cobertura mundial del evento.[cita requerida]

## Campus

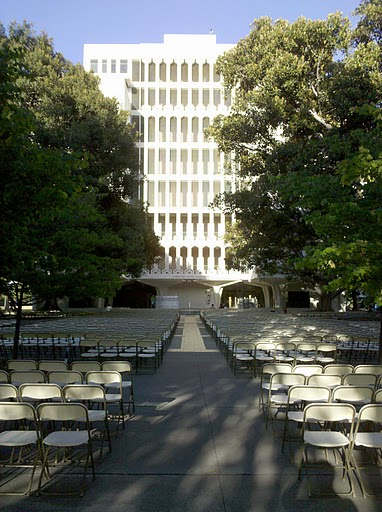
El "College of Humanities and Social Sciences".

CSUF fue construido en acres de naranjos al noroeste de Fullerton. La frontera se encuentra al este de la carretera 57 57 Freeway, al oeste de la calle State College Boulevard, al norte de la calle Yorba Linda Boulevard, y al sur de la avenida Nutwood.
Aunque se estableció en 1950, la mayoría de la construcción inicial del campus tomó lugar a finales de los años sesenta, bajo la supervisión del artista y arquitecto Howard van Heuklyn, el cual dio al campus un acabado innovador futuristic. Este terminado tiene como referencia a los otros edificios de la ciudad de Fullerton. La biblioteca de la escuela tiene la colección de ciencia ficción de Philip K. Dick.
El campus también es dueño del Fullerton Arboretum, el cual está localizado al noroeste del campus. Este lugar del campus ha obtenido reconocimiento nacional [cita requerida], ya que ha tenido gran éxito en la cultivación the plantas Titan Arum. La escuela patrocina esta área recreativa con el fin de honrar a los grupos de atletismo de la escuela, los Titanes. En 2006, el invernaderoFullerton Arboretum, cultivó cuatro especies de plantas.
En el campus han ocurrido diferentes remodelaciones. Desde 1993, se han añadido el edificio llamado College Park Building, el Steven G. Mihaylo Hall, University Hall, la unión estudiantil de Titanes, el centro de recreación para los estudiantes, el estacionamiento del State College,    la estructura de estacionamiento de Nutwood Parking, Dan Black Hall, Joseph A.W. Clayes III Performing Arts Center West, Phase II Housing, the Grand Central Art Center, and Pollak Library North.
Para que haya servicio eléctrico en la universidad, el campus instaló paneles solares en la parte superior de los edificios. Los paneles generan hasta el 7-8 por ciento de la electricidad que se usa diariamente en las instalaciones.

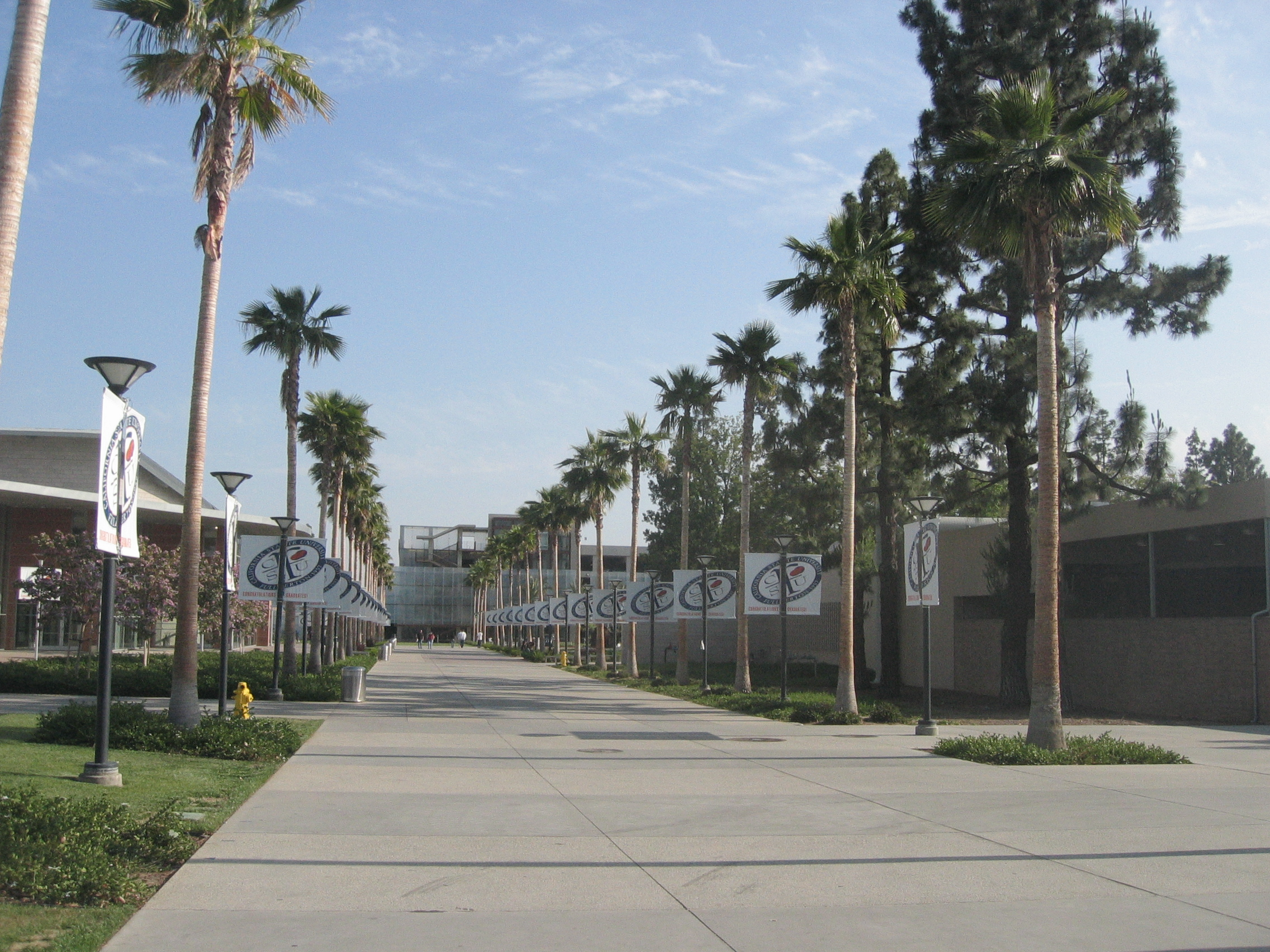
Sendero que conduce a la estructura del aparcamiento de vehículos de la universidad.

### Campus con satélites
La universidad opera satélites, satellite campus los cuales están localizados en Irvine, California aproximadamente a 20 millas al sur de la localización original de Fullerton. Center.

### Planificación para expandirse
CSUF ha anunciado planes para expedirse hacia la zona del sur de la avenida Nutwood, para construir el proyecto llamado CollegeTown, el cual integrará la zona residencial al campus.

## Aspecto académico
|                    | Undergraduate | U.S. Census |
| ------------------ | ------------- | ----------- |
| caucásica          | 25%           | 73.9%       |
| Raza negra         | 2%            | 12.1%       |
| Asia               | 22%           | 4.3%        |
| Hispanos           | 37%           | 14.5%       |
| Nativos americanos | 0%            | 0.9%        |
| Internacional      | 5%            |             |
| Multirracial       | 4%            |             |
| Desconocida        | 4%            |             |

La Universidad Estatal de California, Fullerton es el único campus en California que ofrece la Maestría en Ciencias, en específico, Enfermería, contando con una escuela de enfermería en el campus.
El departamento académico y carreras de CSUF están organizadas en ocho áreas:
- Colegio de las Artes
- Colegio Steven G. Mihaylo de Negocios y Economía
- Colegio de la Comunicación
- Colegio de la Educación
- Colegio de Ingeniería y Ciencias computacionales
- Colegio de la Salud y el Desarrollo humano
- Colegio de Humanidades y Ciencias Sociales
- Colegio de Ciencias naturales y Matemáticas

### Admisiones e inscripciones
Agosto-Diciembre Estudiantes de primer ingreso
|                                                          | 2014 preliminary | 2013   | 2012   | 2011   | 2010   | 2009   |
| -------------------------------------------------------- | ---------------- | ------ | ------ | ------ | ------ | ------ |
| Aplicaciones recibidas por estudiantes de primer ingreso | 39,920           | 40,050 | 38,882 | 35,204 | 33,516 | 30,484 |
| Aceptados                                                |                  |        | 17,790 | 16,421 | 15,104 | 16,737 |
| % Aceptados                                              |                  |        | 45.7   | 46.6   | 45.0   | 54.9   |
| Inscritos                                                |                  |        | 4,526  | 4,195  | 3,912  | 4,065  |
| Promedio                                                 |                  |        | 3.39   | 3.37   | 3.27   | 3.27   |
| Examen de SAT                                            |                  |        | 1027   | 1021   | 1002   | 997    |
| * Examen de SAT de 1600                                  |                  |        |        |        |        |        |

Para el semestre agosto- diciembre de 2013, CSUF es la tercera universidad con mayor cantidad de aplicaciones en el sistema de Universidades CSU. De todos los 23 campus, CSUF recibe 65,000 aplicaciones incluyendo más de 40,000 estudiantes de nuevo ingreso y casi 23,000 aplicaciones de estudiantes que ya comenzaron sus estudios en un colegio y se quieren transferir a una universidad. Se posiciona como la segunda universidad que recibe una gran cantidad de aplicaciones en el sistema CSU.

### Posicionamiento y distinciones
- Forbes ha reconocido a CSUF como una de las 100 mejores universidades de la nación.[19]
- CSUF se posicionó como el número 23 entre las universidades regionales en el oeste por U.S. News and World Report del 2012.[20]
- CSUF empató en la posición número 6 con la California State University, Chico y California State Polytechnic University, Pomona en el U.S. News and World Report del 2012.[21]
- En el 2010, CSUF fue posicionado entre las 16 universidades con estándares de calificar más exigentes.[22]
- Princeton Review enlistó a CSUF entre las 294 universidades de Negocios.[23]
- El colegio de negocios y economía, Mihaylo, es la escuela de negocios más grande acreditada en el estado de California y la quinta más grande de los Estados Unidos.[24]
- El colegio de negocios y economía, Mihaylo, es una de cinco universidades a nivel licenciatura en California que cuenta con la carrera de contaduría.[25]
- En 2009 el Kennedy Center American College Theatre Festival, ambos ganadores de la Beca de actuación Irene Ryan eran estudiantes del departamento de teatro y danza.[26]
- En la publicación del 2012 el programa de la universidad de Enfermería-anestesia ocupó el número 22 en U.S. News and World Report.[27]
- El programa de Información y Tecnología se posicionó en el número 5 nacionalmente por  U.S. News and World Report.[28]
- CSUF es la escuela más grande en el Condado de Orange County debido a su población estudiantil.
- En el 2013, Luminosity calificó a CSUF como el número 213 su artículo America's Smartest Colleges.[29]

## Atletismo

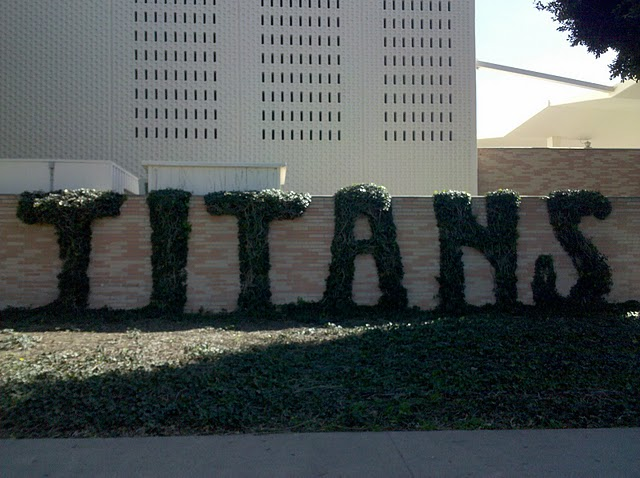
Exterior del gimnasio de los "Titans"

CSUF ha participado en la Asociación Nacional de Atletismo universitario NCAA en la División I Big West Conference. Han tenido 13 campeonatos nacionales en ocho deportes distintos. (1970, Basquetbol  femenil (CIAW); 1971, 1972, 1974 Gimnasia varonil; 1971 el equipo de Cross-country; 1973 Esgrima femenil; 1989, Boliche varonil; 1979, Gimnasia femenil; 1979, 1984, 1995, 2004 Baseball; 1986; Softball).  El equipo de baseball baseball team ha adquirido cuatro títulos nacionales y docenas de jugadores en la Liga Mayor de Baseball. El grupo de danza de la universidad ha adquirido 11 títulos nacionales de la División 1 de UDA en Jazz en; 2000, 2001, 2002, 2003, 2004, 2006, 2007, 2008, 2010, 2011, 2012; también un título nacional de UDA en la División 1 en Hip Hop.

### Centro de recreación estudiantil
En el semestre agosto-diciembre de 2008, el Centro de recreación estudiantil se inauguró. La estructura tuvo un costo de $40.6-million. [cita requerida] Está conformado por dos pisos, tiene como objetivo el crear un lugar recreativo para los estudiantes. Dentro del centro se puede encontrar un gimnasio, una pared para escalar, salones para realizar ejercicios de cardio y albercas fuera y dentro del establecimiento.

## Vida estudiantil
En 1960, CSUF fue la primera universidad en Orange County en adoptar el sistema griego. Desde ese entonces, la escuela ha sido sede de diferentes grupos de fraternidades y hermandades. En agosto de 2011, se sumaron en agosto de 2011, $143-millones  complejos de viviendas, los cuales incluían cinco nuevas estancias de residencias, una tienda departamental, un comedor estudiantil llamado Gastronome.
El periódico de la escuela llamado The Daily Titan, comenzó en 1960.

## Estudiantes que han dejado huella
El cuerpo estudiantil de CSUF ha estado conformado por estudiantes que han logrado convertirse en astronautas; políticos famosos, directores, actores, productores, cinematógrafos altamente exitosos. Esta gran universidad ha abierto las puertas a reconocidos periodistas, autores y guionistas; maestros reconocidos a nivel nacional; presidentes y dueños principales empresas, estrellas de ópera internacionales, músicos y estrellas de Broadway, atletas profesionales, olímpicos, médicos, científicos, investigadores, creativos animadores en la especialidad de gráficos en computadora,  y activistas sociales.
CSUF ha tenido 210,000 alumnos. Una asociación de la universidad mantiene una conexión con todos los estudiantes que han cursado estudios en esta escuela.

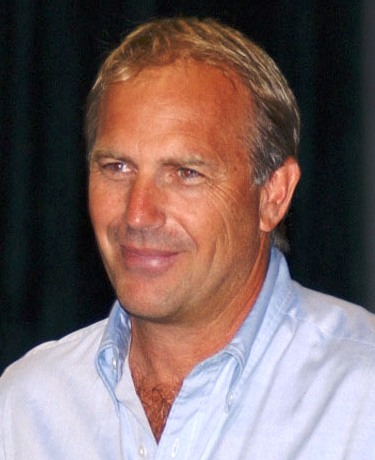
Kevin Costner
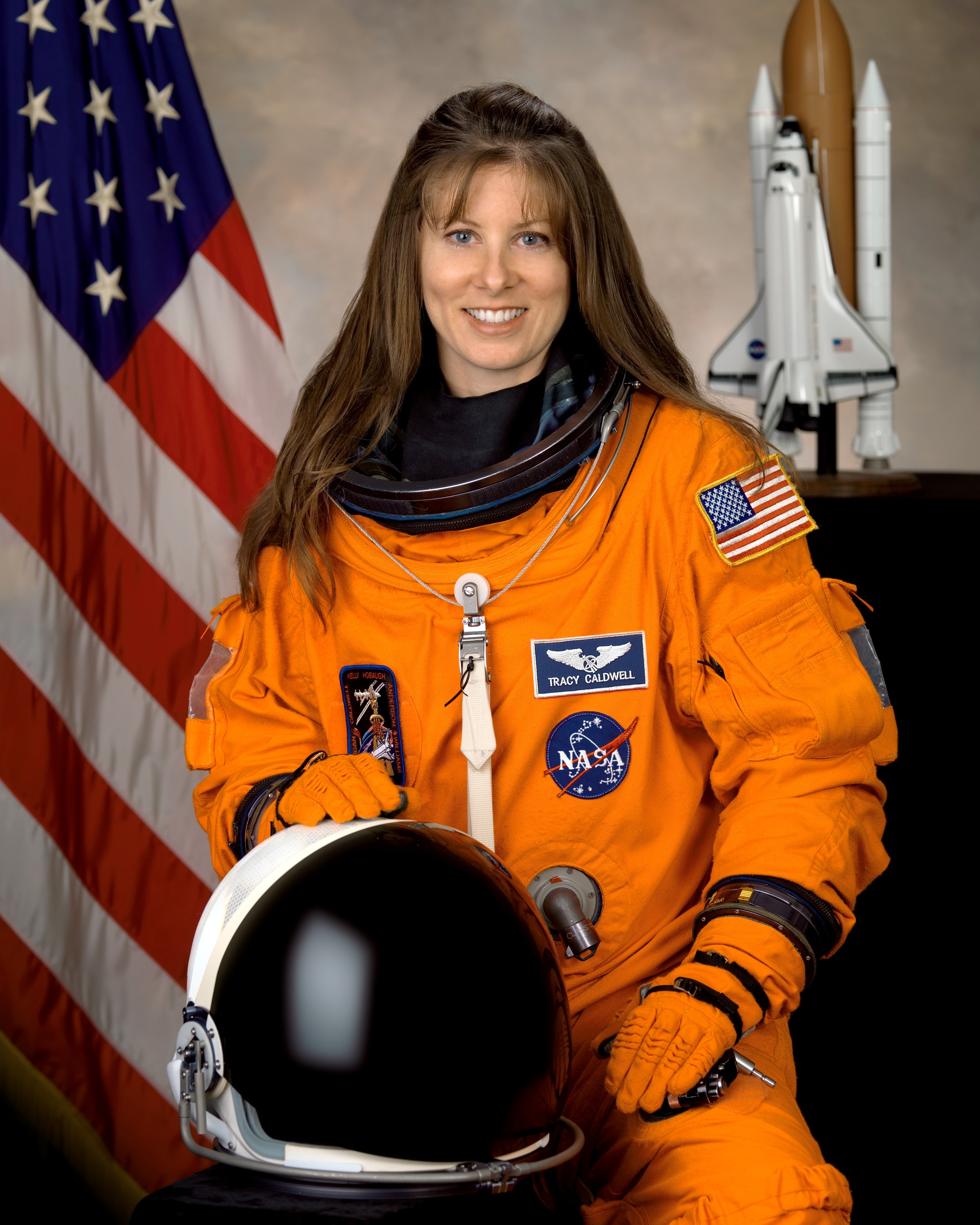
Tracy Caldwell Dyson
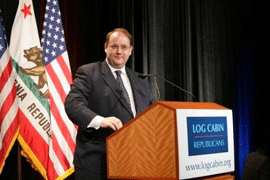
Marc Cherry
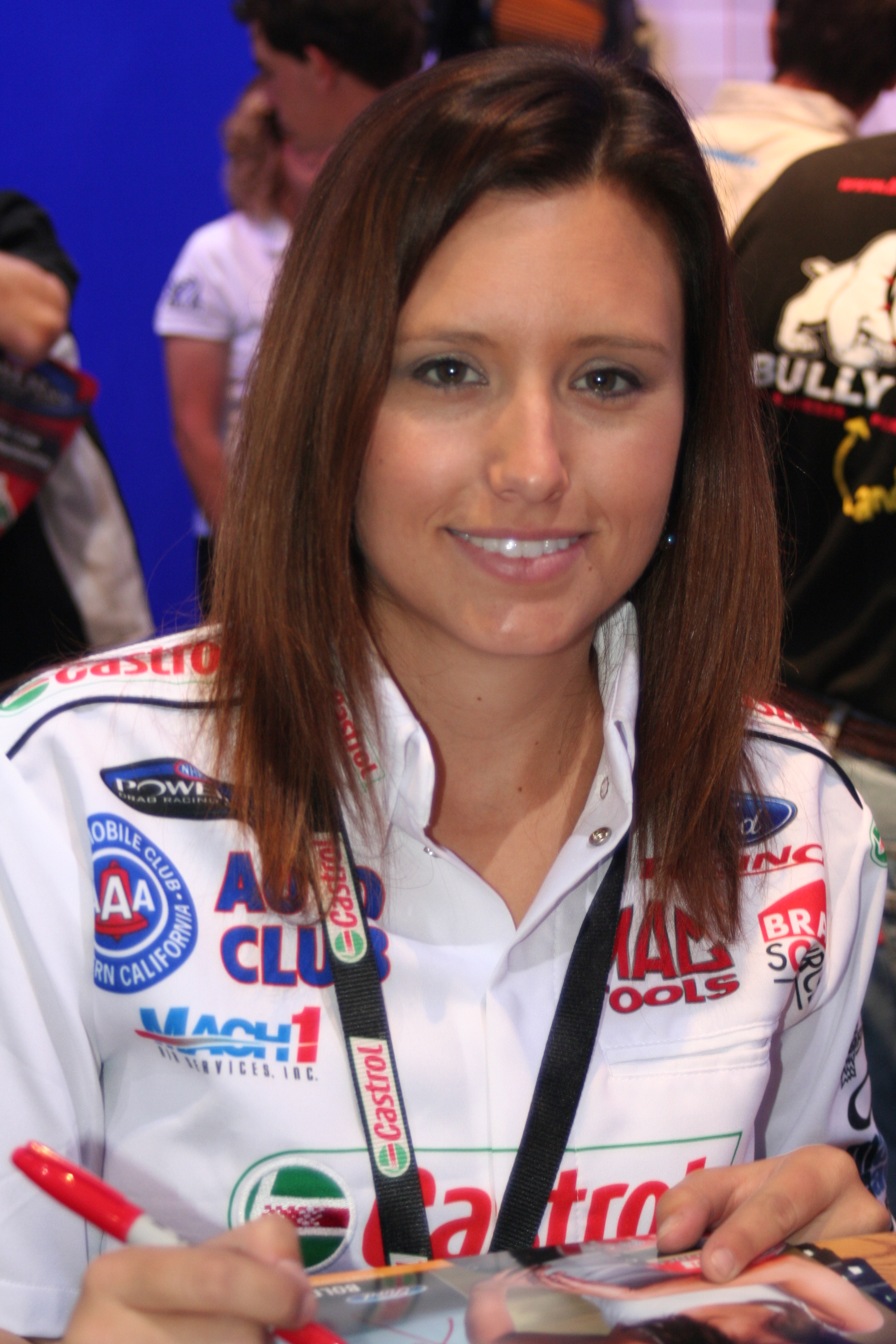
Ashley Force Hood
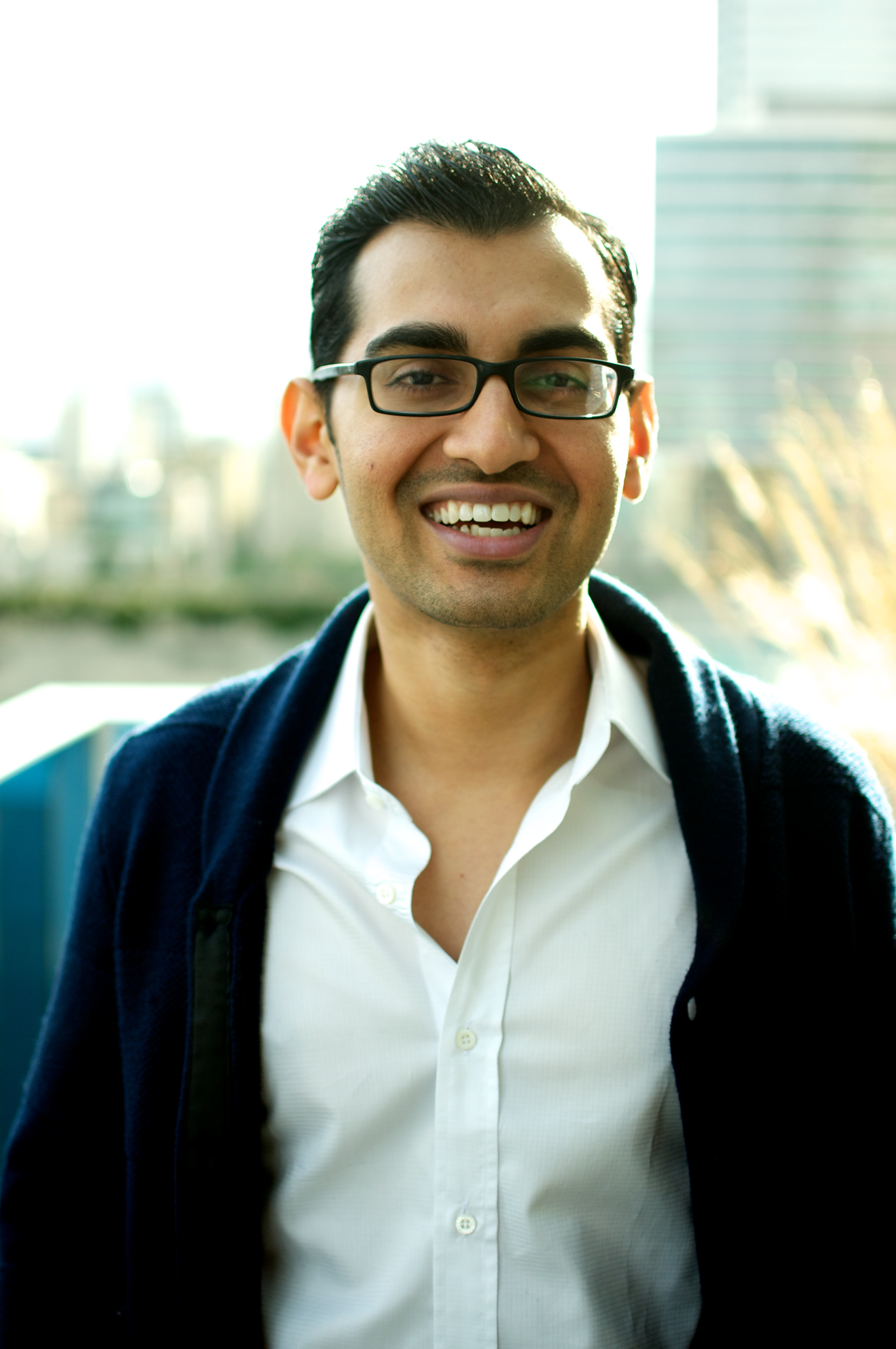
Neil Patel
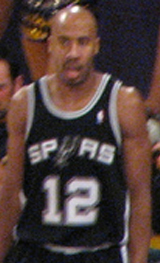
Bruce Bowen
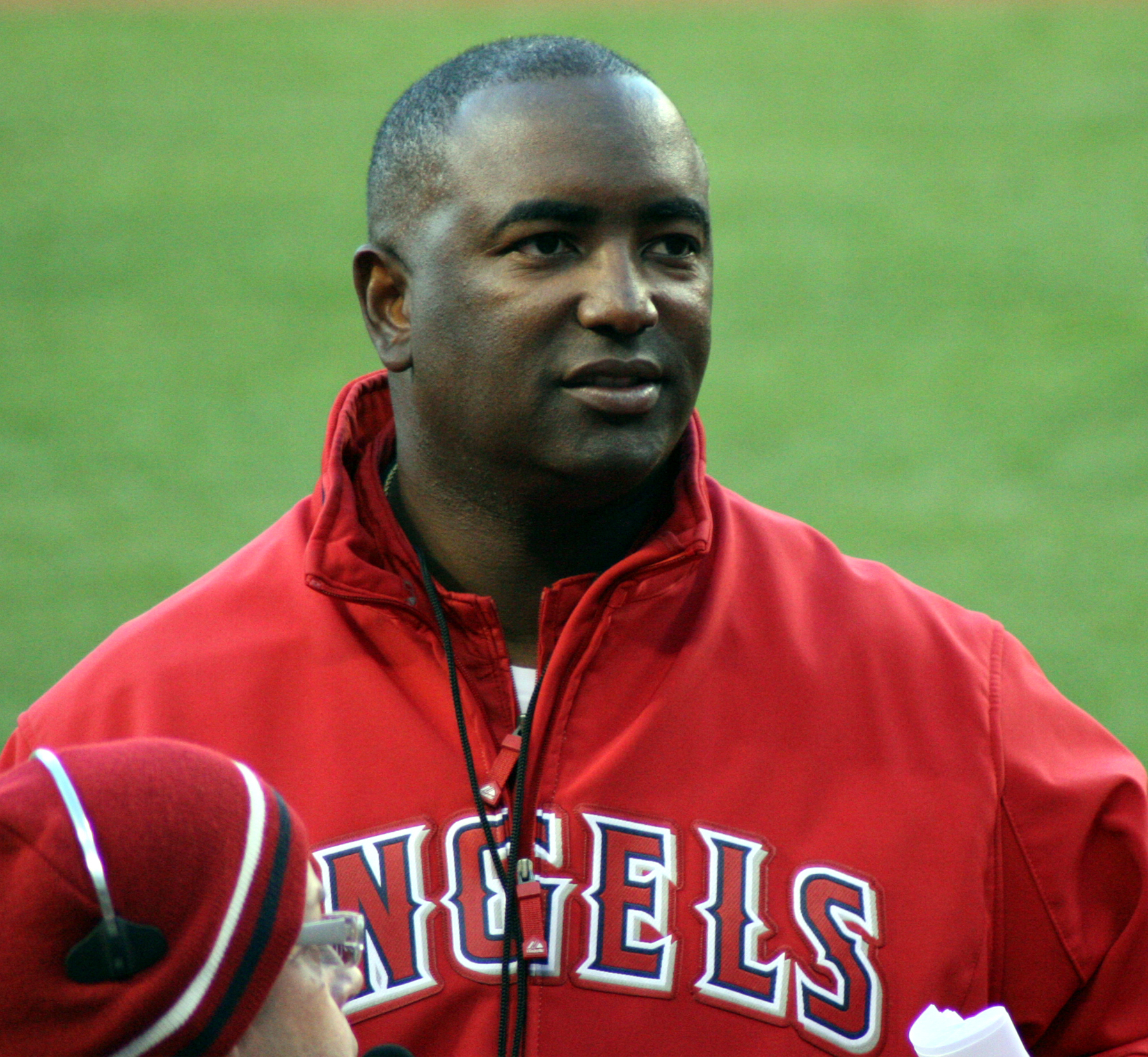
Tony Reagins
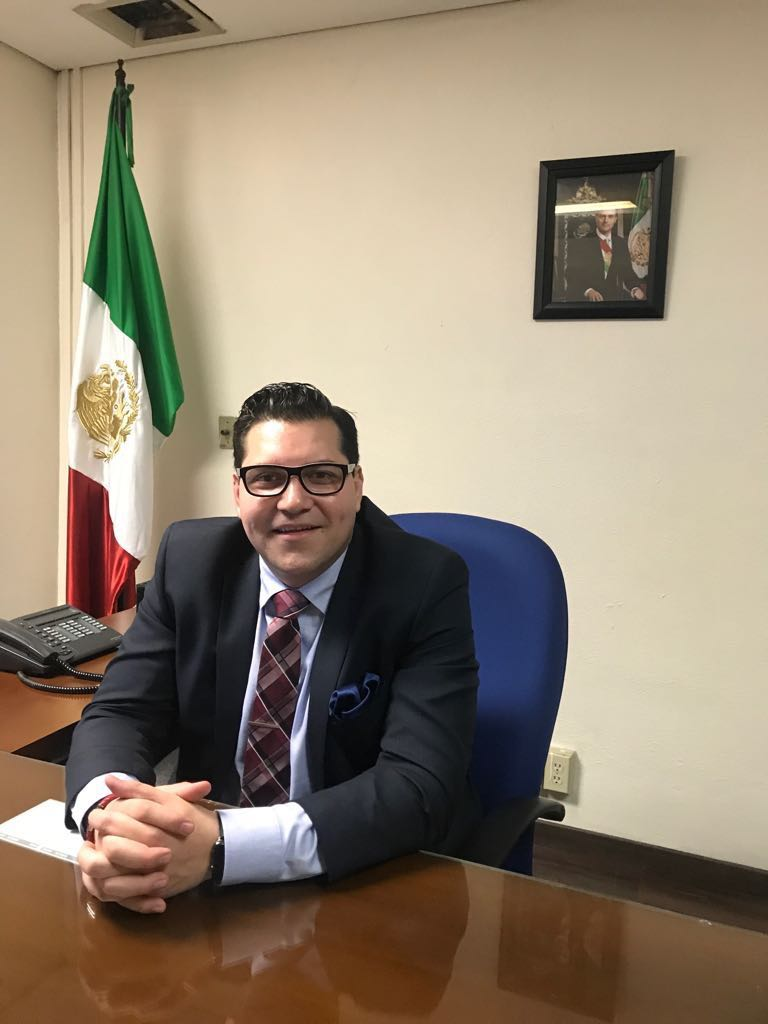
Mtro. Víctor M. Peláez Contreras
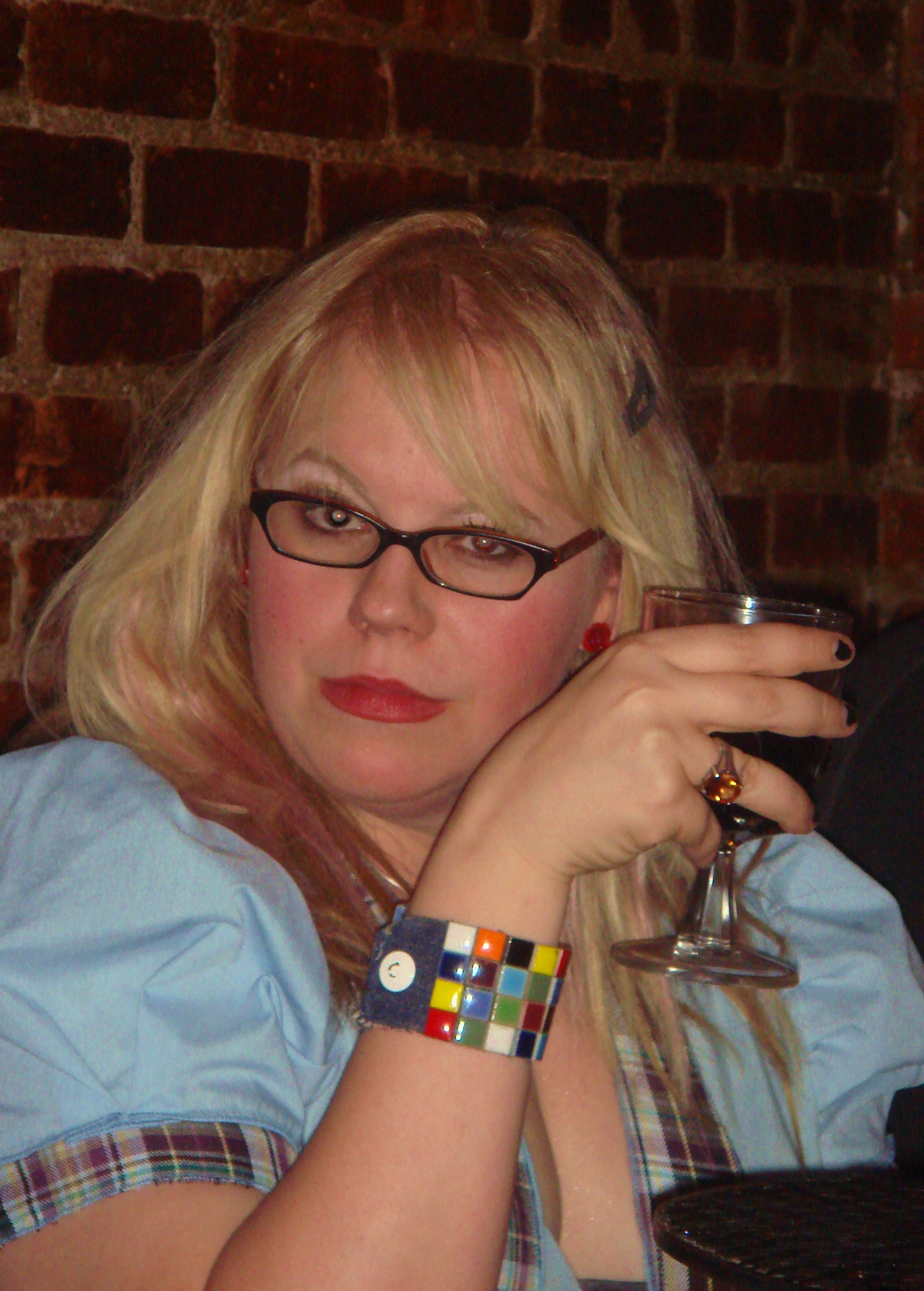
Kirsten Vangsness
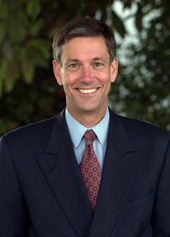
Jack O'Connell